# Torneo Clausura 2023 Liga de Fútbol Femenino
El Torneo Clausura 2023 LFF, oficialmente llamado por motivo de patrocinio Torneo Clausura 2023 LFF Caja de Ahorros, fue la 10.ª edición de la principal liga de fútbol profesional Femenina en Panamá y está regulada por la Liga Panameña de Fútbol. El torneo comenzó el 11 de octubre y su culminación estaba programada para el 15 de diciembre. El campeón defensor fue el Tauro FC. El 22 de noviembre, el torneo fue cancelado como consecuencia de las protestas nacionales en contra de la minería.

## Novedades
- Los equipos disminuyen de 16 a 10 participantes.
- Los equipos Alianza FC, CA Independiente, Herrera FC, SD Panamá Oeste, CD Bocas JR y el CD Universitario no participarán en este torneo.

## Sistema de competencia
El 24 de noviembre llegará el turno de la última jornada de este Torneo Clausura, en la que se sabrá los ocho equipos que disputarán las semifinales de conferencia.
Las semifinales de conferencia serán a 1 solo partido y se disputarán a partir del 2 de diciembre:
Conferencia Este:
1 CE vs 4 CE
2 CE vs 3 CE
Conferencia Oeste:
1 CO vs 4 CO
2 CO vs 3 CO
Los ganadores de las semifinales de conferencia se enfrentarán en las finales de conferencia (con el rival de su misma conferencia) programadas para el 6 y 7 de diciembre y así conoceremos a los dos equipos finalistas del Torneo Clausura 2023.
Se abre de esta forma un nuevo torneo que se extenderá hasta el 15 de diciembre de 2023, fecha en la que se jugaría la Gran Final de la Liga de Fútbol Femenino Torneo Clausura 2023 Copa Caja de Ahorros.

## Equipos participantes
Listado de los equipos participantes:
| Nombre               | Sede                  | Estadio            | Capacidad | Patrocinador                      | Uniforme     |
| -------------------- | --------------------- | ------------------ | --------- | --------------------------------- | ------------ |
| Chorrillo FC         | Ciudad de Panamá      | CAI Sport Center   | 500       | City Moda                         | Nike         |
| CIEX Sports Academy  | Panamá                | Eagle Stadium      | 300       | Kumon                             | Under Armour |
| CD Plaza Amador      | Panamá                | Luis Ernesto Tapia | 700       | Acerta Seguros More               | Puma         |
| Deportivo Chiriquí   | Chiriquí              | San Cristóbal      | 3 000     | Virsa Plaza Terronal              | Bandera de ? |
| Mario Méndez FC      | Chiriquí              | San Cristóbal      | 3 000     | Alcaldía de David                 |              |
| Unión Coclé FC       | Penonomé, Coclé       | Virgilio Tejeira   | 900       | First Quantum                     |              |
| SD Atlético Nacional | Panamá                | Luis Ernesto Tapia | 700       | TERMOPANEL Zona Libre de Colón    | Adidas       |
| Sporting SM          | San Miguelito, Panamá | Los Andes          | 1 450     | Sporkle Power S. A.               | Spirits      |
| Tauro FC             | Pedregal, Panamá      | Luis Ernesto Tapia | 700       | Dorival Empresas Bern U del Istmo | Patrick      |
| Veraguas United FC   | Veraguas              | Rafael Rodríguez   | 300       | Esthetics Place Gym               | WOLF         |

### Equipos por provincias
| Provincia | N.º | Equipos                                                                                    |
| --------- | --- | ------------------------------------------------------------------------------------------ |
| Panamá    | 6   | CD Plaza Amador Sporting SM Tauro FC SD Atlético Nacional CIEX Sports Academy Chorrillo FC |
| Chiriquí  | 2   | Deportivo Chiriquí Mario Méndez FC                                                         |
| Coclé     | 1   | Unión Coclé FC                                                                             |
| Veraguas  | 1   | Veraguas United FC                                                                         |
| Total     | 10  |                                                                                            |

## Clasificación

### Clasificación
| Pos. | Equipo                  | Pts. | PJ | G | E | P | GF | GC | Dif. | Notas                                  |
| ---- | ----------------------- | ---- | -- | - | - | - | -- | -- | ---- | -------------------------------------- |
| 1    | Chorrillo FC            | 6    | 2  | 2 | 0 | 0 | 9  | 1  | +8   | Acceso directo a los cuartos de final. |
| 2    | Tauro F. C.             | 6    | 2  | 2 | 0 | 0 | 6  | 1  | +5   | Acceso directo a los cuartos de final. |
| 3    | Sporting San Miguelito  | 3    | 2  | 1 | 0 | 1 | 6  | 2  | +4   | Acceso directo a los cuartos de final. |
| 4    | CIEX Academy            | 3    | 2  | 1 | 0 | 1 | 4  | 4  | 0    | Acceso directo a los cuartos de final. |
| 5    | S. D. Atlético Nacional | 0    | 2  | 0 | 0 | 2 | 1  | 8  | −7   |                                        |
| 6    | C. D. Plaza Amador      | 0    | 2  | 0 | 0 | 2 | 0  | 10 | −10  |                                        |

Actualizado a los partidos jugados el 21 de octubre de 2023.
 Fuente: LFF, Soccerway.
| Pos. | Equipo                | Pts. | PJ | G | E | P | GF | GC | Dif. | Notas                                  |
| ---- | --------------------- | ---- | -- | - | - | - | -- | -- | ---- | -------------------------------------- |
| 1    | Mario Méndez          | 6    | 2  | 2 | 0 | 0 | 16 | 0  | +16  | Acceso directo a los cuartos de final. |
| 2    | Deportivo Chiriquí    | 4    | 2  | 1 | 1 | 0 | 3  | 2  | +1   | Acceso directo a los cuartos de final. |
| 3    | Unión Coclé FC        | 1    | 2  | 0 | 1 | 1 | 1  | 10 | −9   | Acceso directo a los cuartos de final. |
| 4    | Veraguas United F. C. | 0    | 2  | 0 | 0 | 2 | 1  | 9  | −8   | Acceso directo a los cuartos de final. |

Actualizado a los partidos jugados el 18 de octubre de 2023.
 Fuente: LFF, Soccerway.

## Resultados

### Jornadas
- Los horarios son correspondientes al tiempo de Ciudad de Panamá (UTC-5)
- Puedes mirar el calendario completo aquí

| Jornada 1           | Jornada 1 | Jornada 1            | Jornada 1        | Jornada 1     | Jornada 1 | Jornada 1 | Jornada 1 | Jornada 1 | Jornada 1 |
| ------------------- | --------- | -------------------- | ---------------- | ------------- | --------- | --------- | --------- | --------- | --------- |
| Conferencia Este    |           |                      |                  |               |           |           |           |           |           |
| Local               | Resultado | Visitante            | Estadio          | Fecha         | Hora      | TV        |           |           |           |
| Sporting SM         | 0 - 2     | Tauro FC             | Los Andes        | 11 de octubre | 20:00     |           |           |           |           |
| CIEX Sports Academy | 3 - 0     | CD Plaza Amador      | Eagles           | 13 de octubre | 20:00     |           |           |           |           |
| Chorrillo FC        | 2 - 1     | SD Atlético Nacional | CAI Sport Center | 14 de octubre | 17:00     |           |           |           |           |
| Conferencia Oeste   |           |                      |                  |               |           |           |           |           |           |
| Local               | Resultado | Visitante            | Estadio          | Fecha         | Hora      | TV        |           |           |           |
| Unión Coclé FC      | 0 - 9     | Mario Méndez FC      | Virgilio Tejeira | 12 de octubre | 15:30     |           |           |           |           |
| Veraguas United FC  | 1 - 2     | Deportivo Chiriquí   | Rafael Rodríguez | 12 de octubre | 18:00     |           |           |           |           |
| Total de goles: 20  |           |                      |                  |               |           |           |           |           |           |

| Jornada 2            | Jornada 2 | Jornada 2          | Jornada 2            | Jornada 2     | Jornada 2 | Jornada 2 | Jornada 2 | Jornada 2 | Jornada 2 |
| -------------------- | --------- | ------------------ | -------------------- | ------------- | --------- | --------- | --------- | --------- | --------- |
| Conferencia Este     |           |                    |                      |               |           |           |           |           |           |
| Local                | Resultado | Visitante          | Estadio              | Fecha         | Hora      | TV        |           |           |           |
| SD Atlético Nacional | 0 - 6     | Sporting SM        | Luis Cascarita Tapia | 18 de octubre | 20:00     |           |           |           |           |
| CIEX Sports Academy  | 1 - 4     | Tauro FC           | Eagles               | 18 de octubre | 20:00     |           |           |           |           |
| CD Plaza Amador      | 0 - 7     | Chorrillo FC       | CAI Sport Center     | 21 de octubre | 17:00     |           |           |           |           |
| Conferencia Oeste    |           |                    |                      |               |           |           |           |           |           |
| Local                | Resultado | Visitante          | Estadio              | Fecha         | Hora      | TV        |           |           |           |
| Mario Méndez FC      | 7 - 0     | Veraguas United FC | San Cristóbal        | 18 de octubre | 18:00     |           |           |           |           |
| Deportivo Chiriquí   | 1 - 1     | Unión Coclé FC     | San Cristóbal        | 19 de octubre | 18:00     |           |           |           |           |
| Total de goles: 27   |           |                    |                      |               |           |           |           |           |           |

| Jornada 3            | Jornada 3 | Jornada 3           | Jornada 3            | Jornada 3     | Jornada 3 | Jornada 3 | Jornada 3 | Jornada 3 | Jornada 3 |
| -------------------- | --------- | ------------------- | -------------------- | ------------- | --------- | --------- | --------- | --------- | --------- |
| Conferencia Este     |           |                     |                      |               |           |           |           |           |           |
| Local                | Resultado | Visitante           | Estadio              | Fecha         | Hora      | TV        |           |           |           |
| CD Plaza Amador      | -         | Tauro FC            | CAI Sport Center     | 28 de octubre | 17:00     |           |           |           |           |
| SD Atlético Nacional | -         | CIEX Sports Academy | Luis Cascarita Tapia | 28 de octubre | 20:00     |           |           |           |           |
| Chorrillo FC         | -         | Sporting SM         | CAI Sport Center     | 29 de octubre | 19:00     |           |           |           |           |
| Conferencia Oeste    |           |                     |                      |               |           |           |           |           |           |
| Local                | Resultado | Visitante           | Estadio              | Fecha         | Hora      | TV        |           |           |           |
| Deportivo Chiriquí   | -         | Mario Méndez FC     | San Cristóbal        | 25 de octubre | 19:00     |           |           |           |           |
| Unión Coclé FC       | -         | Veraguas United FC  | Virgilio Tejeira     | 27 de octubre | 15:30     |           |           |           |           |
| Total de goles:      |           |                     |                      |               |           |           |           |           |           |